# Домашовка (присілок, Калузька область)
Домашовка (рос. Домашовка) — присілок в Мещовському районі Калузької області Російської Федерації.
Населення становить 32 особи. Входить до складу муніципального утворення Залізнична станція Кудринська.

## Історія
Від 2004 року входить до складу муніципального утворення Залізнична станція Кудринська.

## Населення
| 2002 | 2010 |
| ---- | ---- |
| 50   | ↘32  |